# 郭永德
郭永德（1939年10月—），男，吉林双辽人，中华人民共和国政治人物，曾任吉林省经济贸易委员会主任，吉林省人大常委会副主任，第八届全国人大代表。